# Steve Mackey

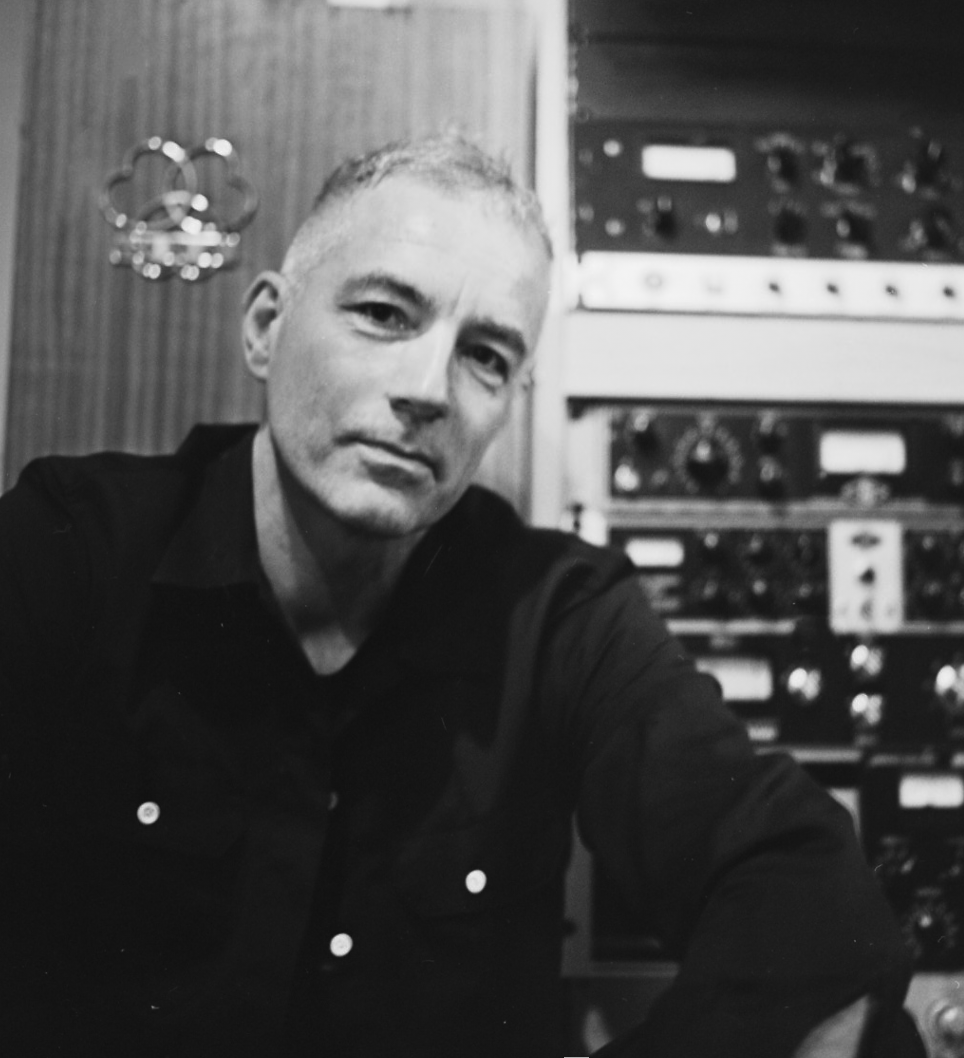
Steve Mackey

Stephen Patrick „Steve“ Mackey (* 10. November 1966 in Sheffield, South Yorkshire; † 2. März 2023 in London) war ein britischer Bassist und Musikproduzent.

## Leben
Mackey wuchs in Sheffield in der Grafschaft South Yorkshire auf. Er kannte Richard Hawley aus seiner Schulzeit. Mackey absolvierte ein Studium am Richmond College und war ab 1987 zunächst Bassist in der Band Trolley Dog Shog.
Im Jahr 1989 ging Mackey als Bassist zur Alternative-Rock-Band Pulp, mit der er sehr erfolgreich wurde und wo er als Komponist an sechs Alben mitgewirkt hat. Pulp entwickelte sich neben Oasis und Blur in den 1990er-Jahren zu einem der wichtigsten Vertreter des Britpop. Nach einem Best-of-Album im Jahr 2002 legte die Band eine künstlerische Schaffenspause ein. Mackey widmete sich danach anderen musikalischen Projekten. 2010 kehrte die Gruppe wieder zurück und absolvierte bis 2012 zwei Welttourneen. Er schloss danach kategorisch aus, sich noch einmal an einer weiteren Reunion-Tour zu beteiligen.
Als Musikproduzent arbeitete Mackey mit zahlreichen Künstlern zusammen, unter anderem auch mit Cornershop, M. I. A., Florence + the Machine, The Long Blondes oder Arcade Fire.
Als Schauspieler hatte Mackey im Jahr 2005 in dem Film Harry Potter und der Feuerkelch einen Cameo-Auftritt als Mitglied einer im Schloss Hogwarts auftretenden Rockband.
Im Jahr 2009 heiratete Mackey seine langjährige Freundin, die Stylistin und Modejournalistin Katie Grand. Das Paar hatte einen Sohn (* 1996) und lebte in einem Stadtteil im Norden Londons.
Mackey starb am 2. März 2023 im Alter von 56 Jahren in einem Krankenhaus in London, wo er die letzten drei Monate lang wegen einer (der Öffentlichkeit unbekannt gebliebenen) Krankheit in Behandlung war.